# NGC 1009
NGC 1009 ist eine Spiralgalaxie vom Hubble-Typ Sb im Sternbild Walfisch südlich der Ekliptik. Sie ist schätzungsweise 261 Millionen Lichtjahre von der Milchstraße entfernt und hat einen Durchmesser von etwa 140.000 Lichtjahren.
Im selben Himmelsareal befinden sich u. a. die Galaxien NGC 1016, NGC 1020, IC 241, PGC 9982.
Das Objekt wurde am 1. Januar 1886 vom US-amerikanischen Astronomen Edward D. Swift entdeckt.